# Stronie Śląskie
Stronie Śląskie [ˈstrɔɲɛ ˈɕlõscɛ], tyska: Seitenberg, är en stad i sydvästra Polen, tillhörande distriktet Powiat kłodzki i Nedre Schlesiens vojvodskap. Staden ligger i östra delen av Kłodzkodalen, vid floden Biała Lądecka. Tätorten hade 5 977 invånare i juni 2014 och utgör centralort i en stads- och landskommun med totalt 7 739 invånare samma år.